# Ochiul Roș, Anenii Noi
Ochiul Roș este o localitate în raionul Anenii Noi, Republica Moldova, reședinta comunei Ochiul Roș.

## Demografie
Structură etnică
     moldoveni (31,38%)
     ucraineni (55,85%)
     ruși (5,59%)
     găgăuzi (0,27%)
     bulgari (6,65%)
     români (0%)
     evrei (0%)
     polonezi (0%)
     țigani (0%)
     alte etnii / nedeclarată (0,26%)
Conform datelor recensământului din 2004, populația localității este de 376 locuitori, dintre care 180 (47,87%) bărbați și 196 (52,13%) femei. Structura etnică a populației în cadrul localității arată astfel:
- moldoveni — 118;
- ucraineni — 210;
- ruși — 21;
- găgăuzi — 1;
- bulgari — 25;
- altele / nedeclarată — 1.